# Ozero Latjinskoje
Ozero Latjinskoje (ryska: Озеро Лачинское) är en sjö i Belarus.   Den ligger i voblasten Mahiljoŭs voblast, i den centrala delen av landet, 80 km sydost om huvudstaden Minsk. Ozero Latjinskoje ligger 160 meter över havet. Arean är 0,43 kvadratkilometer. Den sträcker sig 0,6 kilometer i nord-sydlig riktning, och 1,0 kilometer i öst-västlig riktning.
I omgivningarna runt Ozero Latjinskoje växer i huvudsak blandskog. Runt Ozero Latjinskoje är det ganska glesbefolkat, med 29 invånare per kvadratkilometer.